# Andrea Muñoz Sánchez
Andrea María Mercedes Muñoz Sánchez (Valdivia, 14 de julio de 1957) es una abogada y jueza chilena. 
Fue nombrada ministra de la Corte Suprema de Justicia en 2014 y es la ministra encargada de los asuntos de género de la Corte Suprema.

## Trayectoria
Estudió Derecho en la Universidad de Chile, egresó en 1979 y obtuvo el premio "Pedro Nicolás Montenegro", por haber sido la mejor alumna egresada de la promoción. Se tituló de abogada en noviembre de 1981. Aprobó las asignaturas y el examen de calificación del Ciclo Habilitante que imparte el Programa de Doctorado de la Facultad de Derecho de la Universidad de Chile entre 2003 y 2005.
Su carrera académica la desarrolló principalmente en la Facultad de Derecho de la Universidad Diego Portales, en donde fue docente de ramos civiles y fue vicedecana.
Además de sus actividades académicas,tuvo un destacado rol en la elaboración de anteproyectos de Ley: junto a la abogada Leonor Etcheverry para la Ley 19.585, “Ley de Filiación” y la Ley 19.947 de Matrimonio civil, además de apoyar su tramitación en el Congreso Nacional.
Fue integrante del Consejo Directivo de la Academia Judicial de Chile por dos períodos,  entre 1995 y 2003. 
Fue abogada integrante de la Corte de Apelaciones de Santiago desde 2005 a 2013 y fue nombrada en la Corte Suprema en el cupo dejado por el ministro Roberto Jacob Chocair. Integra la Cuarta Sala, dedicada a asuntos de índole laboral, previsional, familia, minería y demás asuntos relativos a ellas; así como las causas civiles de pesca y de propiedad intelectual.
El 16 de febrero de 2021 asumió el cargo de presidenta subrogante de la Corte Suprema, en reemplazo de Guillermo Silva Gundelach. Con esto, se convirtió en la primera mujer en ocupar dicho cargo.

## Vida privada
Está casada y es madre de 3 hijos, 1 mujer y 2 varones.